# 오버리트 암 브리엔처제역
오버리트 암 브리엔처제역(독일어: Oberried am Brienzersee)은 스위스 베른주 오버리트 암 브리엔처제에 있는 기차역이다. 오버리트는 인터라켄과 루체른 사이를 운행하는 첸트랄반이 소유한 브뤼닉선의 정류장이다.

## 운행편
오버리트 암 브리엔처제에서 정차하는 서비스는 다음과 같다.
- 레기오 : 인터라켄 동역과 마이링엔 사이를 매시간 운행한다.